# Рейландер, Оскар Густав
Оскар Густав Рейландер (иногда — Рейлендер, англ. Oscar Gustave Rejlander, 1813 (?), Швеция — 18 января 1875, Лондон, Великобритания) — фотограф, один из пионеров художественной фотографии, английский художник-живописец-прерафаэлит шведского происхождения. Один из основоположников пикториализма в фотографии. Создатель сентиментальных жанровых постановочных фотографий и изобретатель композитной (с использованием нескольких негативов) печати.

## Начало творчества
Датой рождения фотографа условно считается 1813 год (документально эта дата не подтверждена), а местом — Швеция. Учитывая склонность фотографа к вымыслу, в отношении этих фактов высказывались обоснованные сомнения. Его отец, Карл Густав Рейландер, был по профессии специалистом по обработке камня, но дослужился до офицера шведской армии.
Рейландер учился живописи в Швеции, а затем — в Италии. Он получил некоторую известность как портретист и литограф, изготовлял на продажу копии картин старых мастеров. Предполагают, что он побывал в Испании, а вернувшись в Италию, познакомился с молодой англичанкой, близкие отношения с которой позволили ему рассчитывать на переезд в Великобританию. Около 1841 года он поселился в Англии. Здесь он занимался живописью, с 1848 года регулярно представлял свои картины на выставке Королевской Академии художеств. Жил первоначально в Линкольне, с 1846 года — в Вулверхэмптоне, а с 1862 — в Лондоне.

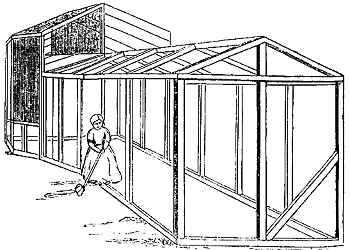
Студия Рейландера, 1863

О своём знакомстве с фотографией Рейландер писал: «В 1852 я был в Риме и увидел фотографии с Аполлоном, Венерой и т. д. и т. п., я их купил и изучил. Я был рад возможности измерять относительные пропорции античных фигур в оригинале и на плоской копии. Это было мое первое осознанное знакомство с результатами фотосъёмки». В 1853 году Рейландер взял единственный урок по калотипии и коллодию у лондонского фотографа Николаса Хеннемана, который, по его словам, длился всего три с половиной часа, так как Рейландер торопился на поезд. Позже он недостатки в образовании пытался компенсировать экспериментами. Фотограф писал: «Я сэкономил бы себе год или больше, если бы счёл нужным внимательно изучить основы фотографии хотя бы за месяц». Друг Рейландера Уильям Парк, владелец книжного магазина и совладелец газеты Wolverhampton Chronicle, помогал ему в финансовом отношении, поставлял клиентов, регулярно печатал статьи о его творчестве в своей газете. В этой газете 15 ноября 1854 года появилась статья «Усовершенствования в калотипии, сделанные м-ром О. Г. Рейландером из Вульверхэмптона», из неё следовало, что фотограф экспериментирует с несколькими негативами и с освещением. Приём композитной печати он использовал первоначально не как художественный, а как чисто технический, чтобы компенсировать недостатки мокроколлодионного процесса (главным среди них была необходимость проводить обработку снимка за короткое время, пока его покрытие не успевало полностью высохнуть).

## Первые опыты фотомонтажа

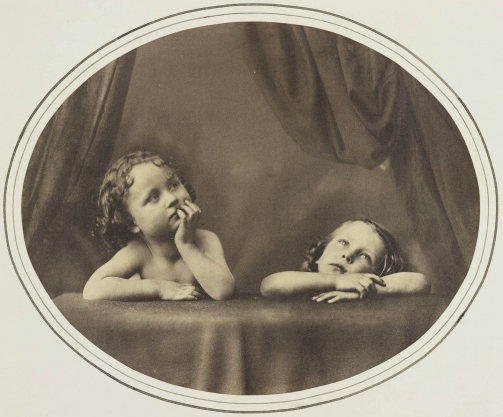
Оскар Густав Рейландер. Два ангела (по мотивам Рафаэля), 1857

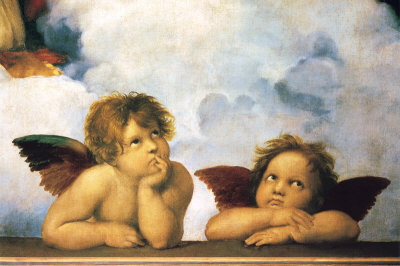
Два путти на картине Рафаэля

Первый опыт комбинированной печати, «Групповой портрет из трёх негативов» 1855 года, был, по словам Рейландера, вынужденным решением. Фотограф не смог добиться, чтобы все три фигуры группового портрета были в фокусе одновременно, поэтому предпочёл снять три негатива, а затем совместить их в одном отпечатке. Идея монтажа пришла от досады, что фотограф не мог получить чёткую фигуру джентльмена, стоявшего позади дивана, на котором сидели две дамы. Он был недалеко от дам, но каждый раз его фигура получалась размытой на общем снимке. Стимулом к практическим занятиям «художественной» фотографией стал спор с коллегой-художником. Оппонент утверждал, что фотография никогда не сможет создать что-либо подобное шедеврам Рафаэля, а Рейландер ответил, что сможет сам создать фотографическую «реконструкцию» «Сикстинской Мадонны». Неизвестно, закончил ли Рейландер этот опыт, но в Королевской коллекции сохранился его этюд — фотография двух детей, имитирующая ангелов у ног рафаэлевской Мадонны. Судя по году создания, указанному музеем (1857), это может быть более поздняя авторская копия, выполненная по заказу принца Альберта. Рейландер был не единственным фотографом, пытавшимся коммерциализировать тему ангелов: десятилетием позже серию подобных работ выпустила Джулия Камерон.
Фотоработы Рейландера в середине 1850-х годов были замечены в Лондоне. «Групповой портрет из трёх негативов» была представлена на выставке в Лондоне в декабре 1855 года. В 1855 году Рейландер выставил свои фотографии на Всемирной выставке в Париже и был удостоен медали. В 1856 году королева Виктория и принц Альберт, посетив Лондонское фотографическое общество, заказали Рейландеру отпечатки не менее восьми понравившихся им фотографий. Спустя короткое время он вступил в Королевское фотографическое общество, а в апреле 1857 года был впервые принят принцем Альбертом в Букингемском дворце. Альберт до конца своей жизни покровительствовал Рейландеру, а его ближайшими друзьями стали Чарльз Дарвин и Льюис Кэрролл (который сам был фотографом-любителем). Газетные критики «художественные опыты» Рейландера не одобрили, поэтому он сосредоточился на создании шедевра, который смог бы оправдать его подход в глазах общественности. Настоящая, громкая и скандальная слава пришла к Рейландеру во время Манчестерской выставки изящных искусств 1857 года.

## «Два пути жизни»
Фотограф воспринимал эту композицию как дело всей своей жизни и наделял важной миссией в истории фотографии, он писал:

«Во-первых, она должна была выдержать соперничество с представленными на выставке иностранными вещами. Во-вторых, я хотел показать художникам, сколь полезной может оказаться фотография в качестве подспорья для живописи — не только в том, что касается деталей, но и в подготовке совершенного эскиза, позволяющего оценить общий эффект прежде, чем приступать к исполнению картины. В-третьих, я хотел продемонстрировать гибкость фотографии и широту её возможностей, использовав для этого фигуры обнажённые и задрапированные, ясно вылепленные светом и почти растворяющиеся в тени. Наконец, я хотел доказать, что мой метод не ограничивает художника одним единственным планом, позволяя располагать персонажей и предметы на любом удалении и соблюдать при этом соответствующую удалению меру и степень отчётливости»— Майк Уивер. Художественные притязания. Территория изящных искусства

### Работа над фотографией

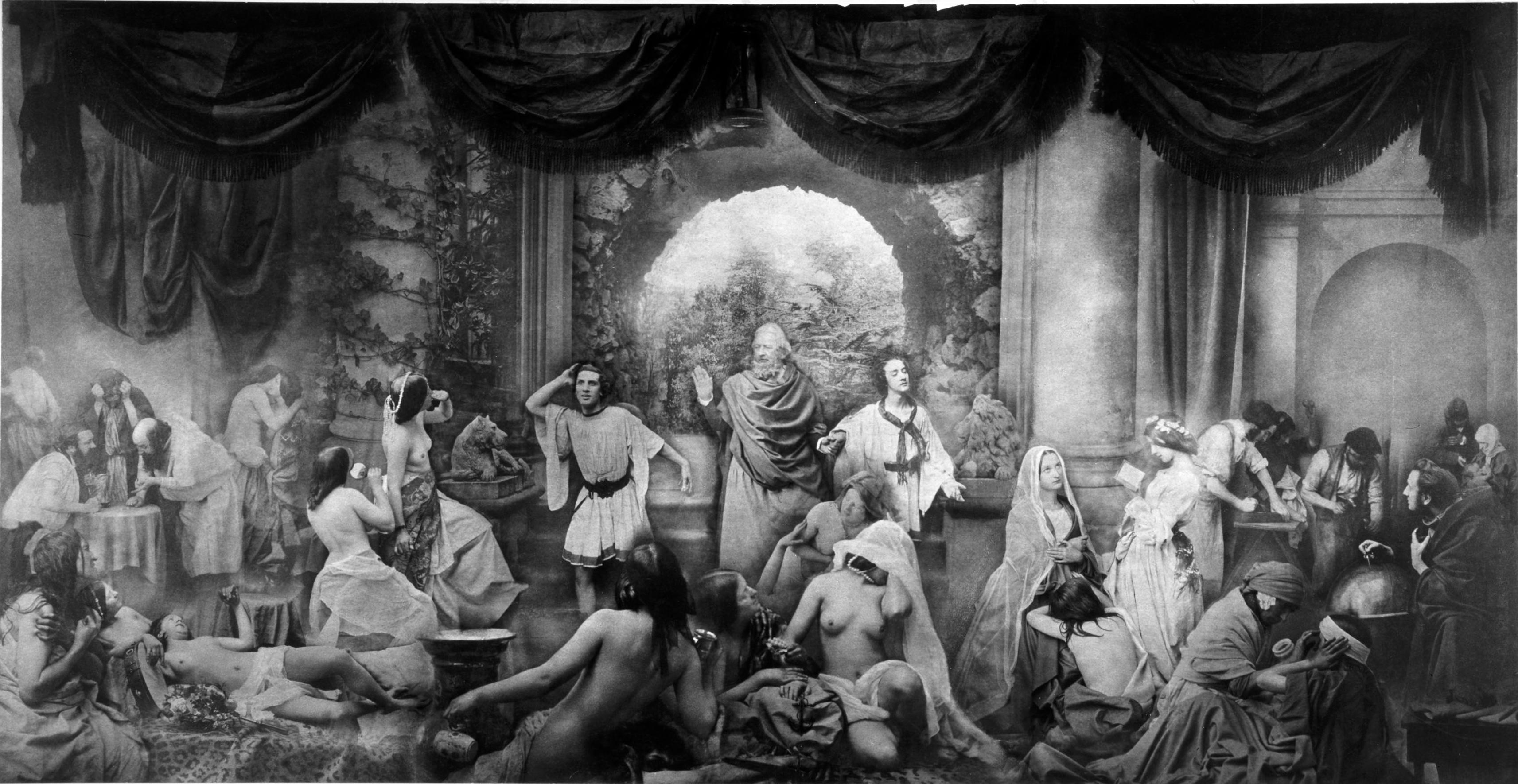
Оскар Густав Рейландер. Два пути жизни, 1857

Рейландер и его жена создали эту работу, выполненную в академической манере многофигурную фотокартину-аллегорию, за шесть недель. Она отличалась огромным для того времени форматом 76,2 × 40,64 см, а по другим данным — даже 80 × 40 см. Разместить перед камерой модели и сфотографировать «живую картину» они не могли: фотоматериалы XIX века требовали длительной выдержки. Фотографы к 1857 году научились справляться с «шевелёнкой» в портретах, но не в многофигурных композициях. Одна из фотомоделей могла пошевелиться, чем испортила бы весь кадр. Поэтому Рейландер пошёл по пути монтажа, составив «полотно» из тридцати двух студийных снимков (в некоторых монографиях указывается только тридцать снимков). Каждый из негативов стал одним из составных элементов общего отпечатка-позитива (его составили два листа, так как фотобумаги требуемой ширины Рейландер не нашёл). Печать велась при дневном свете, а время экспозиции для каждого снимка при этом достигало двух часов. Сначала он печатал фигуры первого плана, затем — фигуры заднего, при этом вёл сложные расчёты для установления пропорций между ними.
К апрелю 1857 года Рейландер изготовил два отпечатка фотографии, один из них он представил принцу Альберту в Букингемском дворце. Затем фотокартина демонстрировалась в Манчестере на Выставке художественных сокровищ, проходившей под патронажем принца-консорта. После манчестерской экспозиции другая копия картины была представлена в экспозиции Музея Южного Кенсингтона. Манчестерская выставка впервые собрала одновременно работы живописцев (именно им Рейландер посвятил свою фотокомпозицию) и фотохудожников. Для этой выставки Рейландер представил только одну свою работу — именно «Два пути жизни» (англ. «Two Ways of Life»). Для фигуры мудреца Рейландер снял самого себя, а в качестве других натурщиков нанял странствующую труппу актёров-исполнителей «живых картин». Актёр Джон Колмен — близкий друг самого фотографа — позировал ему для фигуры шулера.
Занавес, обрамляющий верхнюю сторону «полотна», — скатерть из дома Рейландера, отображённая способом контактной печати. Всего Рейландер изготовил пять авторских реплик «Два пути жизни», из которых сохранилась только одна. Один отпечаток был приобретён королевой Викторией, другой демонстрировался на выставке в Бирмингеме, третий предназначался для шотландского физика Дейвида Брюстера, четвёртый — некоему джентльмену из лондонского района Стретем, а пятый в 1925 году демонстрировался в Королевском фотографическом обществе, именно он считается единственным сохранившимся до наших дней. Существуют более поздние позитивы, сделанные не Рейландером, а другими лицами, но представляющие значительную художественную и историческую ценность. Так, в музее Метрополитен хранится фотография, отпечатанная с оригинального негатива в 20-годы XX века. Вдова Рейландера в конце девятнадцатого века предоставила Королевскому фотографическому обществу его работы, в том числе и негативы. Эта фотография была напечатана спустя длительное время Джоном Дадли Джонстоном, президентом и куратором общества. Копия фотографии, сделанная Робертом Крошеем в 1872 году, хранится в лондонском музее Виктории и Альберта (инвентарный номер — E.25-2014).

### Сюжет фотографии
В центре роскошного интерьера — Философ (или отец), который привёл на пир двух молодых людей, выбирающих путь в жизни. По левую сторону от зрителя фигуры — олицетворения пороков, по правую — фигуры добродетелей. Каждый из юношей выбирает собственный путь. На переднем плане, чуть правее центра — обнажённая аллегория Раскаяния, Уивер видит в этой фигуре Марию Магдалину. «Подзаголовок» композиции: «Надежда — в покаянии». Однако, по мнению некоторых исследователей, изучение подготовительных этюдов показывает, что мораль композиции Рейландера могла быть иной и не вполне ортодоксальной и однозначной.
Современники сравнивали композицию «Двух путей жизни» с написанными десятью годами раньше «Римлянами времён упадка империи» Тома́ Кутюра, но искусствоведы полагают, что у двух художников всё же были разные источники вдохновения: у Кутюра — «Пир в доме Левия» Паоло Веронезе, у Рейландера — «Афинская школа» Рафаэля Санти. «Римляне» Кутюра были гигантским (773 на 466 сантиметров) живописным полотном, «Два пути жизни» Рейландера — значительно меньшим по размеру фотомонтажом.

### Оценка фотографии публикой и критикой
Рейландер впервые в истории Англии на фотографии «Два пути жизни» представил публике реалистичные фотографические изображения обнажённого тела (иногда его называют и родоначальником самого жанра ню). На выставке в Манчестере часть посетителей была возмущена «непристойностью» фотографий, но возражения вскоре утихли, после того, как стало известно, что сама королева Виктория купила «Два пути жизни» в подарок своему супругу принцу Альберту за 10 гиней (по другой версии — за 11 гиней).
После Манчестера Рейландер с большим успехом выставлял картину в Лондоне и Бирмингеме. Критик лондонского издания «Photographic Notes» описывает фотографию как «великолепную… решительно наипрекраснейшую фотографию своего класса изо всех, когда либо созданных…». В менее либеральной Шотландии публичный показ фотографии «Два пути жизни» был запрещён, а затем разрешён, но только в отношении её «добродетельной стороны». Это решение было принято после бурных дебатов, значительная часть членов вышла из Шотландского фотографического общества в знак протеста, в 1861 году они основали Эдинбургское фотографическое общество. Левая сторона, с обнажёнными фигурами, была скрыта от зрителя занавесом. Организаторы выставки считали, что Рейландер использовал проституток в качестве дешёвых моделей. Фотограф Томас Саттон писал в The British Journal of Photography 16 февраля 1863 года: «На выставке вполне уместно присутствие таких произведений искусства, как картины Этти „Купальщицы, испуганные лебедем“ или „Суд Париса“, однако неуместно позволять публике видеть фотографии голых проституток — во всей плотской достоверности и в мельчайших подробностях». Осуждение «фотографирования проституток» продолжалось и в 1860-е годы, но куда тяжелее для Рейландера были обвинения в фальши и надуманности постановки, в измене самому смыслу запечатления реальной действительности.
В апреле 1858 года Рейландер прочёл лекцию на заседании Лондонского королевского фотографического общества с объяснением фотографии «Два пути жизни». Он детально описал процесс её создания. Генри Пич Робинсон, присутствовавший на лекции, писал:

«С благородным намерением быть полезным фотографам и послужить делу искусства он, к несчастью, описал свой метод, с помощью которого была сделана картина, а также мелкие хитрости и уловки, к которым должен был прибегнуть: как в поисках классической архитектуры для фона он принужден был удовлетвориться маленьким портиком в саду своего друга, как кускам драпировки приходилось исполнять роль необъятного занавеса… Таким образом [он] сам отдал умелым критикам требовавшийся им ключ и вдохновил мелкие душонки на заявления о том, что картина была лишь вещью, созданной из лоскутков и заплаток. Ведь намного легче назвать картину комбинацией заплаток, чем понять внутреннее значение столь великолепного произведения, как этот шедевр Рейландера!»— Владимир Левашов. Лекции по истории фотографии
Испытав не только внимание публики, но и публичную критику, Рейландер потерял интерес к выставкам. В январе 1859 года он написал: «Я устал фотографировать на публику, в особенности комбинированные фотоработы, ибо это не приносит ни прибыли, ни славы, только пустые споры и обвинения. Пускай на следующей выставке будут только увитые плющом руины, пейзажи и портреты, и на этом всё».
Публика и отдельные искусствоведы продолжали критиковать «Два пути жизни» многие десятилетия. В 1890 году фотограф Питер Эмерсон, родившийся за год до создания «Двух путей жизни», писал: «Мы даже не можем отдать Рейландеру первенство в изобретении его метода: ему предшествовали работы гг. Берика и Аннана из Глазго. Их человеческая фигура, впечатанная в пейзаж, была показана публике в 1855 году, за два года до показа „Двух путей“. Но надо отдать Рейландеру должное за то, что он развил этот порочный метод до его высшей точки, к которой не смог приблизиться никто из его последователей». Эмерсон ошибался: первый фотомонтаж Рейландера («Групповой портрет из трёх негативов») выставлялся в Вулверхэмптоне ещё в декабре 1855 года.
Художественный критик отмечал в 1954 году слабость Рейландера как постановщика. Он считал, что к 1857 году Рейландер ещё не приобрёл опыта композиции и работы с живыми моделями: выражения их лиц неестественны, они чужды классической композиции и теме картины, а техническое несовершенство стыков между фигурами выдаёт «секреты» фотографа. В этом смысле, по мнению критика, «Два пути жизни» — «самый яркий провал» (англ. «most spectacular failure») фотографа.

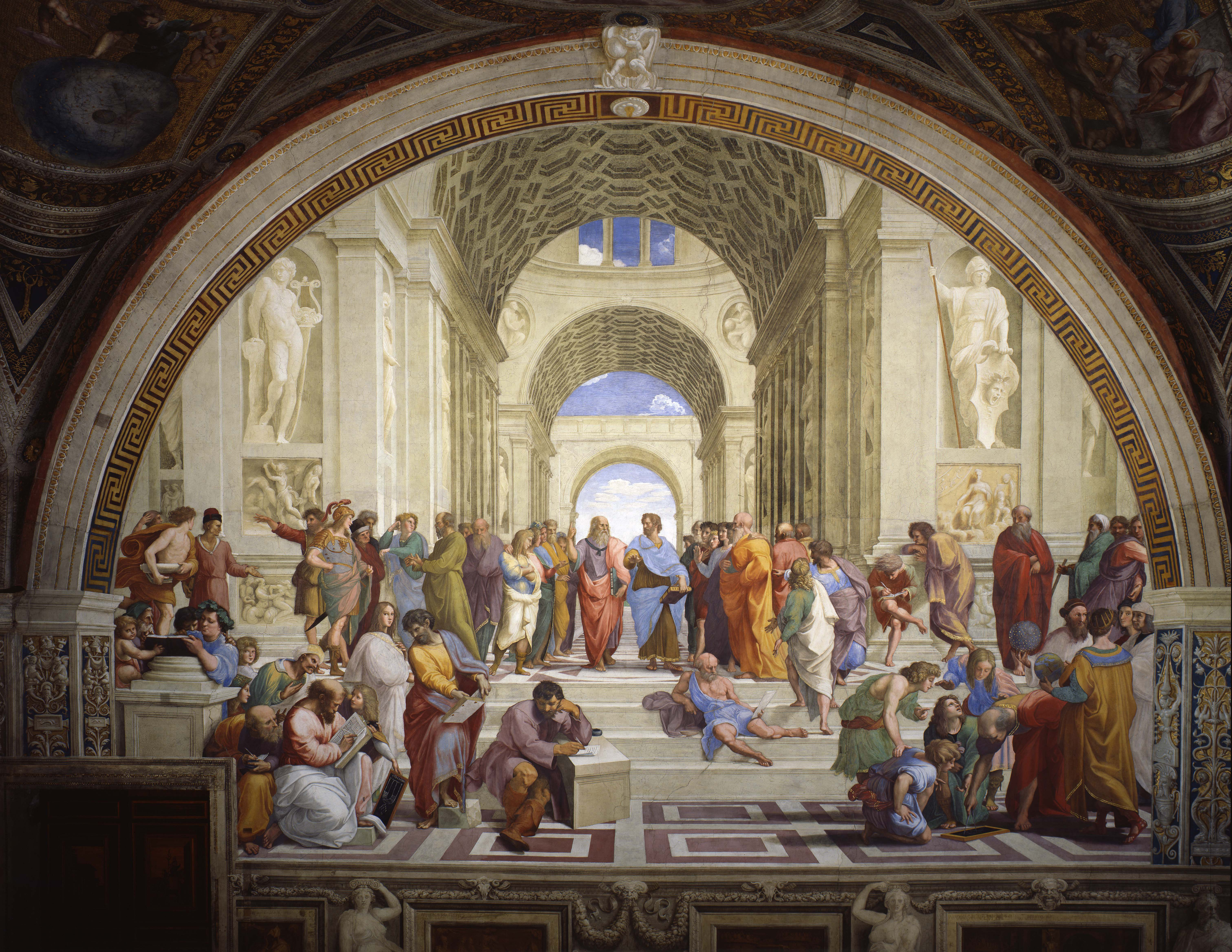
Рафаэль Санти. Афинская школа — источник вдохновения фотографа, 1509—1510
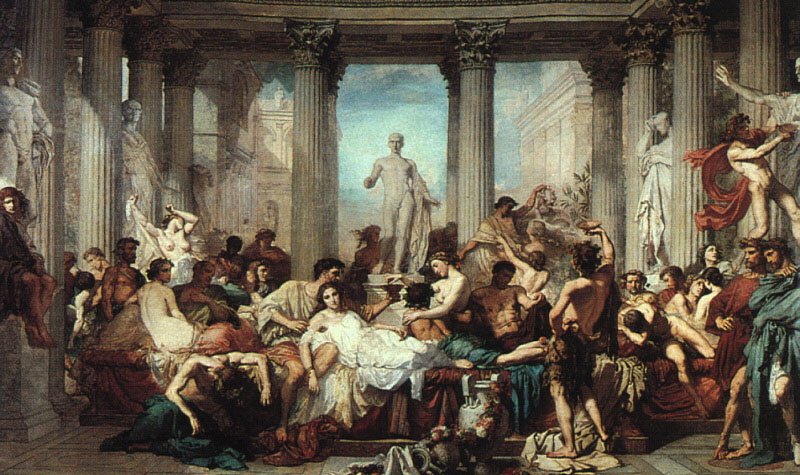
Тома Кутюр. Римляне времён упадка империи, 1847
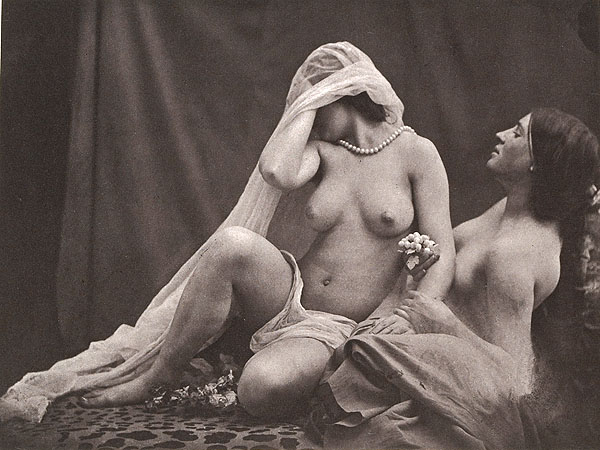
Один из использованных в этой фотографии снимков — Аллегория Раскаяния

## Серия «Уличные пострелы» (1859—1871)
Отказавшись от постановочных фотомонтажей, Рейландер сосредоточился на жанровых фотографиях. Условно их можно разделить на две категории: сюжеты из жизни средних классов и сюжеты из жизни городской, пролетарской бедноты. Постоянной темой творчества Рейландера стали мальчишки лондонских улиц: беспризорники, оборванцы, нищие, шарманщики, продавцы газет и чистильщики обуви (англ. «Street Urchins», в интерпретации Сергея Морозова — «Уличные пострелы»). Сохранилось 15 фотографий этого цикла. Одна из них, самая первая, была сделана в 1859 году в Вулверхэмптоне, все последующие — в Лондоне, куда Рейландер перебрался в 1862 году. Косвенные свидетельства указывают на то, что последняя фотография цикла датирована 1871 годом. Самой известной работой цикла стал «Несчастный Джо» (англ. «Poor Jo»), впервые публично показанный в 1861 году. Рейландер никогда не объяснял, почему он выбрал эту тему. По мнению его биографа Стефани Спенсер, наиболее очевидными причинами были «живописность» сюжета и то, что Рейландер считал образ уличного беспризорника «типично британским», а потому мог рассчитывать на коммерческий успех у лондонской публики. Другой причиной было то, что образы уличных детей легко укладывались в рейландеровскую непринуждённую, юмористическую трактовку обыденных сюжетов. Коммерчески успешная фотография должна была быть, по его мнению, «занимательной».
Зритель XXI века может принять фотографии «пострелов» за документальные уличные снимки, но в действительности все они были сняты в студии Рейландера. Он искал сюжеты в повседневной жизни на улице, а затем воспроизводил их в студии, которая располагалась в доме 129 на Молден-роуд. На некоторых снимках (в том числе на двойном автопортрете самого Рейландера) повторяется один и тот же предмет студийного реквизита — деревянные ступени. Статичные, за редкими исключениями, позы свидетельствуют о технических ограничениях того времени: даже при ярком освещении съёмки требовали длительной экспозиции. Подброшенный в воздух камушек на фотографии играющих «пострелов» — на самом деле ретушь. По форме студия была конусом, в котором камера была установлена в узкой части, а натурщики располагались на широком конце. Камера была в тени, из-за этого модели обращали на неё меньше внимания.
Рейландер создал в Лондоне студию из стекла на каркасе из дерева и железа. Студия эта представляла собой выстроенную во дворе оранжерею длиной 10 метров и шириной от 3 до 2 метров. Комбинируя прозрачное стекло и разнообразные занавеси и экраны, Рейландер подбирал нужный баланс прямого и рассеянного света. В студии были созданы, кроме серии «Уличные пострелы», многие другие известные работы фотографа, сюда приходили позировать Альфред Теннисон (другие снимки были сделаны в усадьбе самого Теннисона на острове Уайт в 1863 году) и Льюис Кэрролл (ставший другом фотографа, Кэрролл собирал его снимки детей и переписывался с Рейландером по техническим проблемам; его портрет Рейландер создал в 1863 году). По образцу этой студии Кэрролл обустроил собственную.

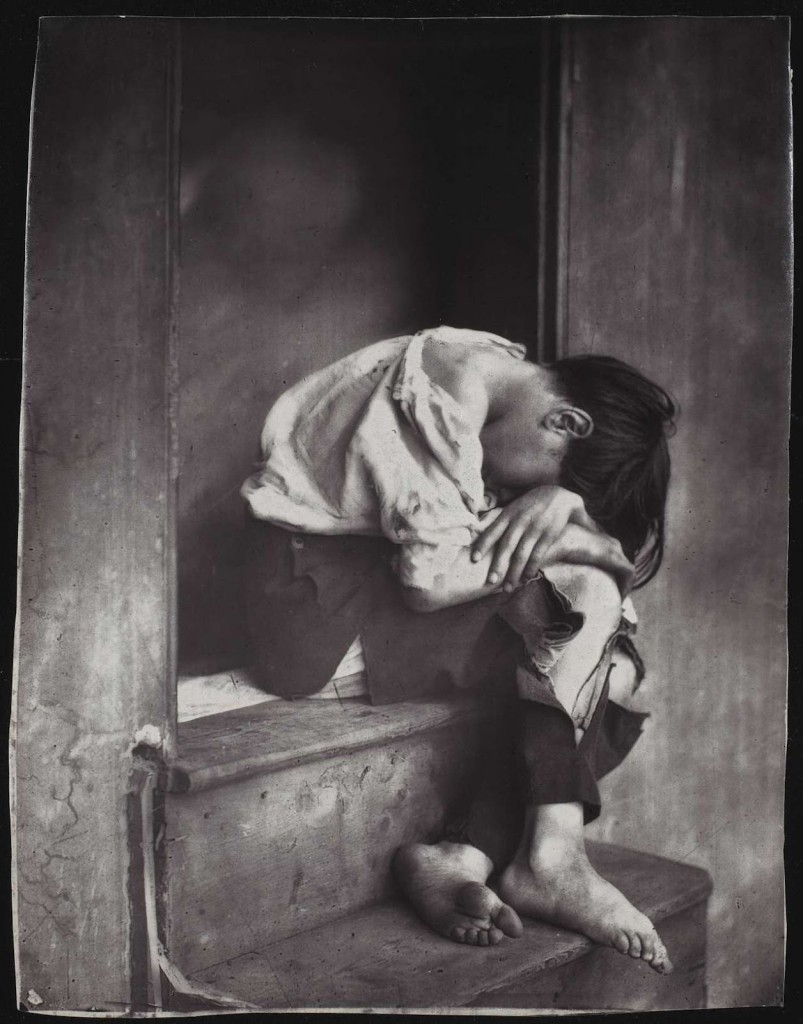
Оскар Густав Рейландер. Несчастный Джо, 1861. Деревянные ступени — реквизит студии Рейландера — выдают постановочный характер фото
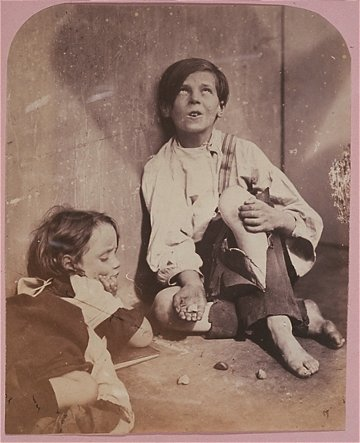
Оскар Густав Рейландер. Уличные пострелы, 1860, титульное фото цикла
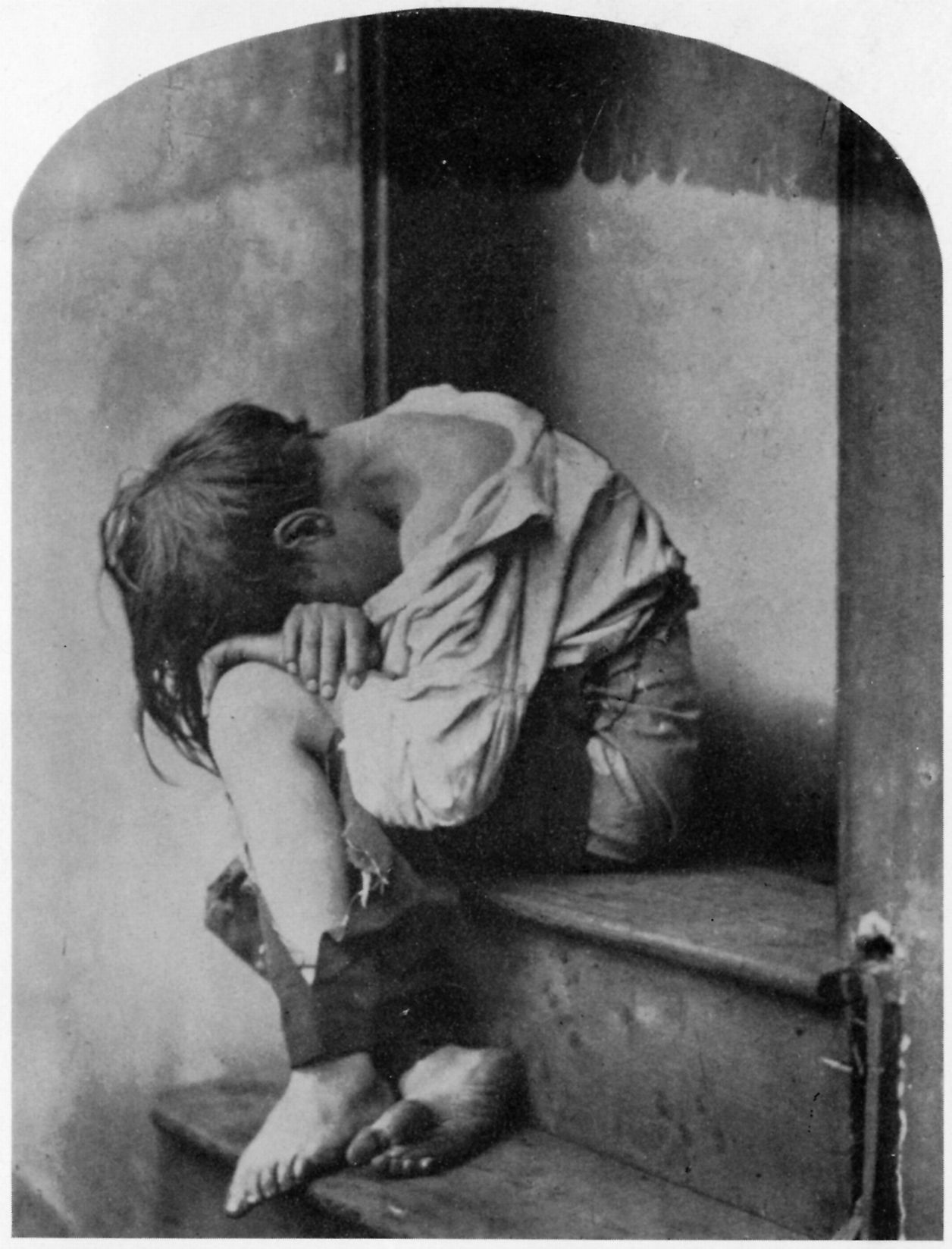
Оскар Густав Рейландер. Бедный Джо, около 1860
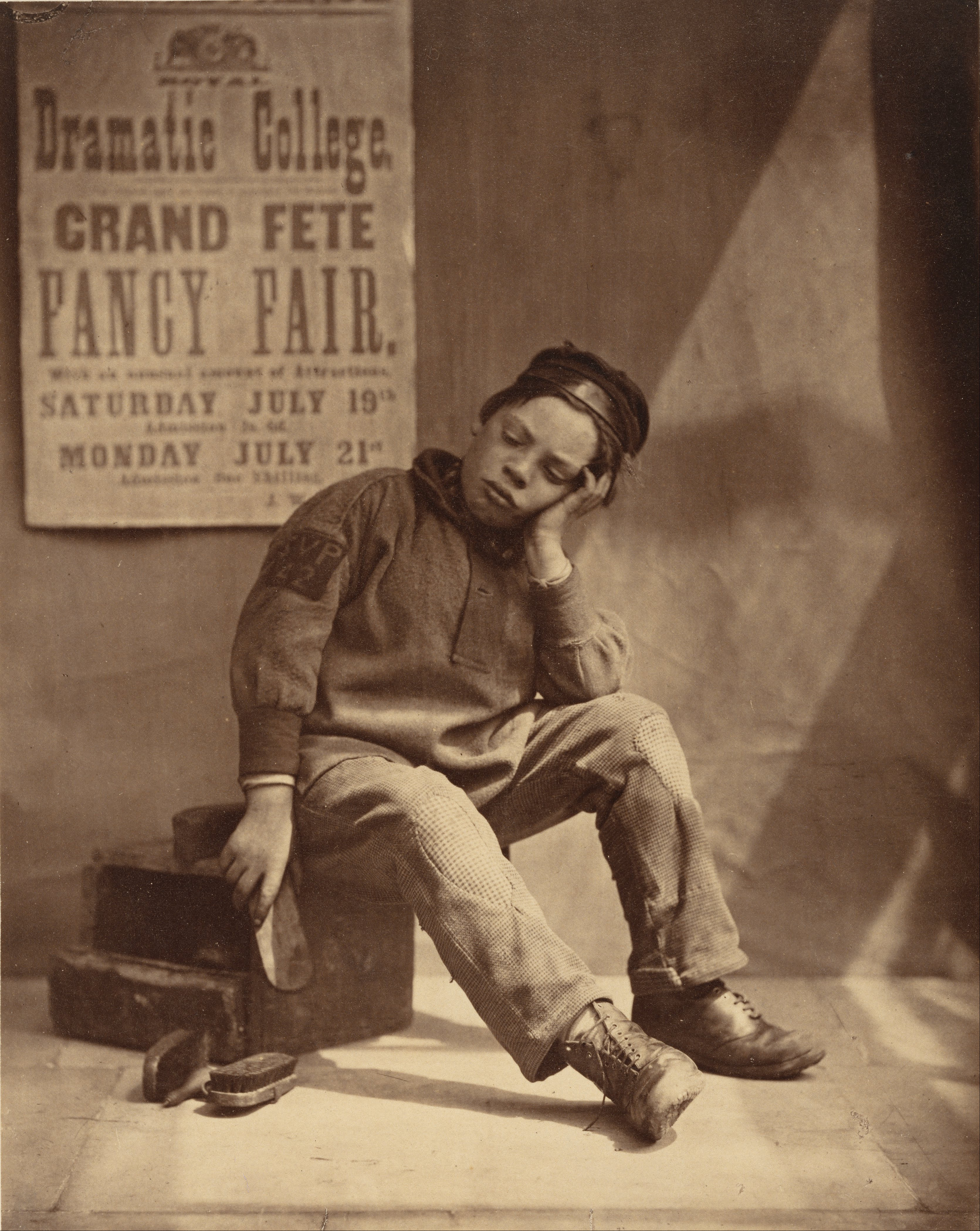
Оскар Густав Рейландер. Сегодня не будет дождя
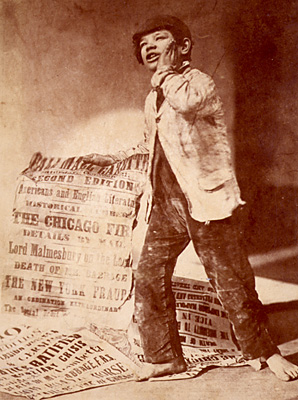
Оскар Густав Рейландер. Лондонский разносчик газет продаёт «Pall Mall Gazette», 1871

## Последние годы жизни
Рейландер сотрудничал с Чарльзом Дарвином, участвовал в иллюстрировании его книги «Выражение эмоций у человека и животных» в 1871 году (для пяти фотоиллюстраций он сам ещё и позировал). Жестикуляция этих фотографий преувеличена в традициях викторианского театра. Книга Дарвина не пользовалась коммерческим успехом, но фотография «Умственное страдание», изображающая ребёнка в горе, принесла ему заказы на 60 000 отпечатков и 250 000 визитных карточек. Некоторые другие фотографии приобретались викторианскими художниками, среди них Лоуренс Альма-Тадема. Рейландер передал разработанную им технику получения фотографических монтажных изображений другим авторам, среди которых был будущий классик британской фотографии Генри Пич Робинсон. В конце жизни некогда доходный промысел — тиражирование на продажу репродукций популярных фотосюжетов — уже не приносил средств к существованию. Поэтому Рейландер вернулся к живописи.
В 1871 году здоровье Рейландера стало ухудшаться (предположительно из-за хронического нефрита, возможно, из-за диабета). 18 января 1875 года он скончался в бедности. Эдинбургское фотографическое общество собрало для вдовы деньги и помогло создать Мемориальный фонд Рейландера.

## Особенности творчества
Первоначально фотографии Рейландера мало отличались от работ его коллег. В 1853 году он обратил внимание на то, что фотопортрет способен запечатлеть живое выражение лица, он стал использовать снимки как этюды для своих живописных работ. Оскар Густав Рейландер и его друг и последователь Генри Пич Робинсон вскоре стали основоположниками художественной фотографии, они были тесно связаны с прерафаэлитами, разделяли их идеи и часто, как и прерафаэлиты, черпали вдохновение в мире образов средневековой английской литературы, в произведениях Уильяма Шекспира и Джона Мильтона.
Рейландер занимался жанровыми, портретными съёмками и эротической фотографией. В качестве моделей он использовал циркачек, беспризорников и проституток. Большое влияние на него оказало творчество Клементины Гаварден (именно он впоследствии составил её официальный некролог). Рейландер стал создавать фотографические повторения и вариации отдельных фигур и композиций из работ живописцев прошлого, пытаясь создать фотографический эквивалент живописи. Некоторые из этих фотографий он выставлял как произведения искусства (что для того времени было внове), некоторые использовал вместо этюдов для живописных композиций. Он применял метод «мокрой драпировки», увлажняя тонкую ткань и окрашивая её с помощью кофе. Рейландера интересовала техника создания неподвижного многофигурного снимка. Примитивность техники фотографа превращала эту задачу в трудный процесс. Выход он нашёл в соединении и наложении друг на друга нескольких негативов, что стало началом техники монтажа (впервые такая фотография была выставлена в Лондоне в 1855 году).
Существуют многочисленные рассказы об изобретательности Рейландере. Для измерения экспозиции он, по одному из них, приносил в студию своего кота. Если зрачки того сужались в щёлку, то Рейландер применял самую короткую выдержку; если были раскрыты несколько больше обычного, то давал дополнительную выдержку, а если были расширенными до предела, то фотограф отказывался от съёмки и шёл на прогулку. Принято считать, что он является родоначальником целого жанра фотографии. В 2014 году «Автопортрет» Рейландера, считавшийся долгое время первым в истории селфи, был продан с аукциона за 70 000 фунтов стерлингов. Этот снимок был сделан в 1850-х годах и обнаружен в альбоме со старыми фотографиями. Позже был обнаружен ещё более ранний снимок 1839 года, сделанный Робертом Корнелиусом, однако многочисленные фотографии-селфи Рейландера позволяют говорить о нём как о родоначальнике жанра. Другой жанр (викторианский безголовый портрет) возник под сильным влиянием удачного и хорошо известного современникам снимка «Голова Святого Иоанна Крестителя на блюде». Это был отпечаток, сделанный с двух негативов. Фотография датируется широким промежутком времени между 1855 и 1860 годами (предположительно — около 1858 года), один из её вариантов в настоящее время находится в собрании George Eastman House. Эта фотография была задумана Рейландером как часть композиции, которую он так и не сумел завершить.
Некоторые фотографии Рейландера отличаются глубиной замысла и тонкостью исполнения. Среди них — фотография «Тяжёлые времена». Она известна в двух различных версиях, одна из которых находится в Доме-музее Джорджа Истмена в США (обе версии размером — 13,9 x 19,9 сантиметра). Изображение плотника, его спящих жены и ребёнка совмещено на ней с другим, изображающим сцену с Марией, стоящей перед распятием Христа, негативом. Тема фотографии — душевные мучения отца, который оказался неспособен обеспечить средства к существованию своим близким.
Позы и жесты персонажей в постановочных фотографиях Рейландер часто заимствовал у старых мастеров, но трактовка лиц свидетельствует о знакомстве со специальной литературой. Одним из источников вдохновения фотографа был трактат «О методе выражения страстей» французского художника и теоретика искусств XVII века Шарля Лебрена (1667).

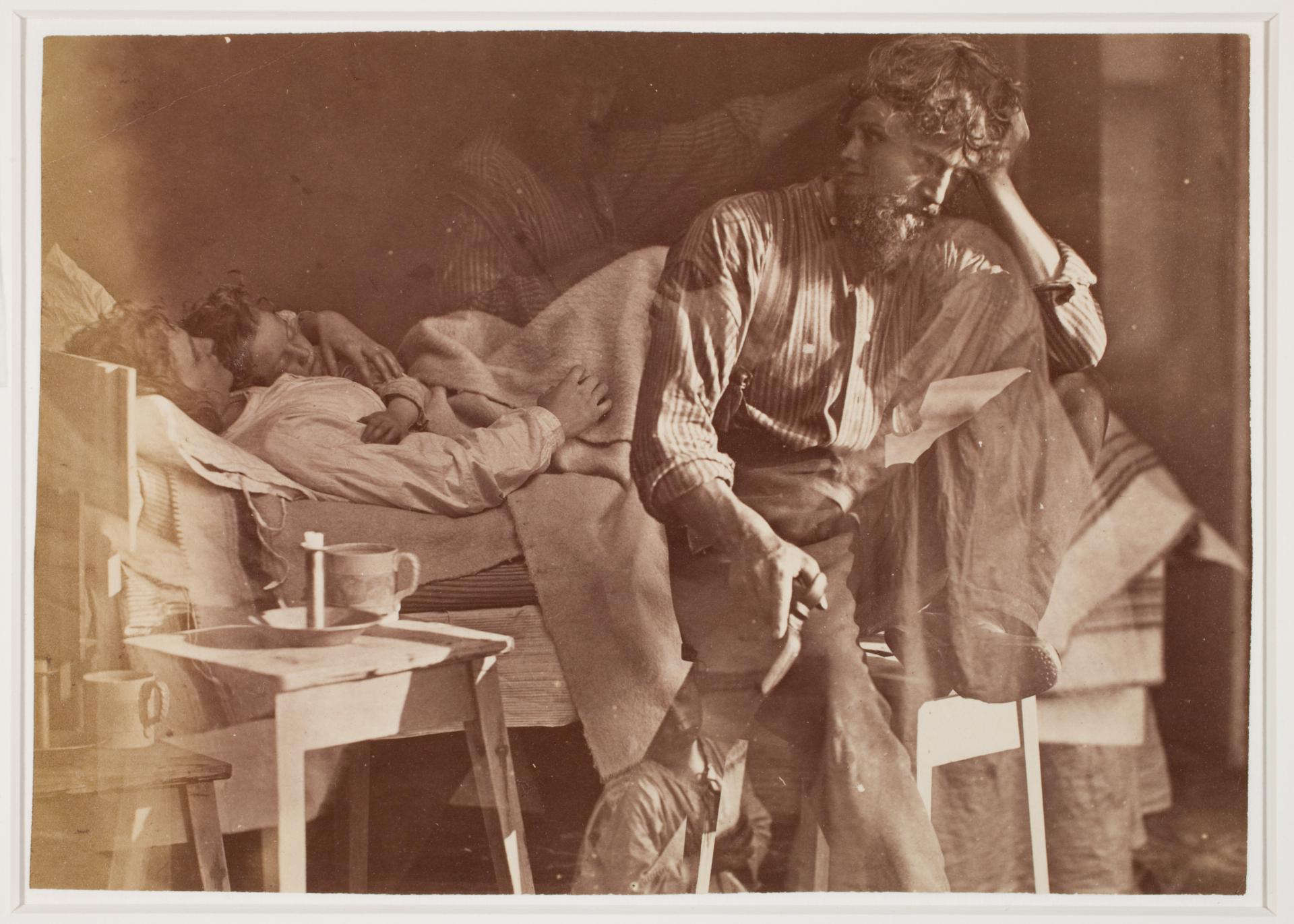
Оскар Густав Рейландер. Тяжёлые времена, около 1860
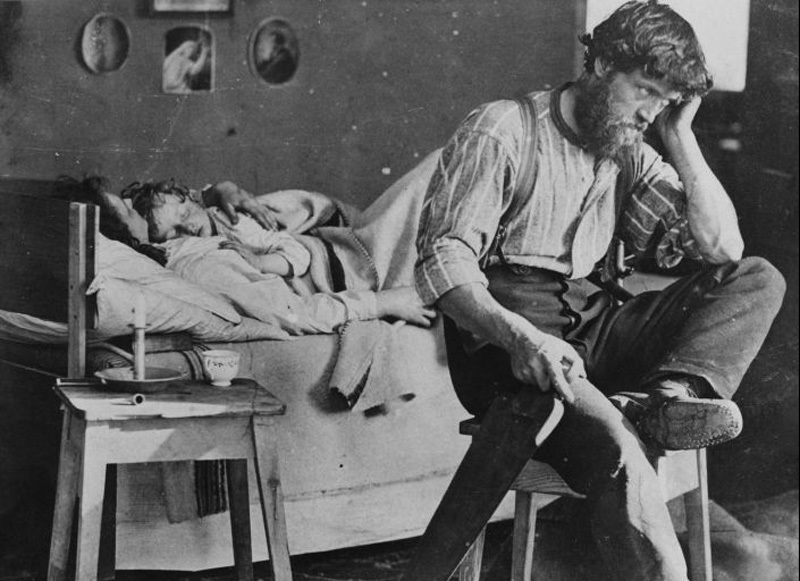
Оскар Густав Рейландер. Тяжёлые времена (вторая версия), около 1860
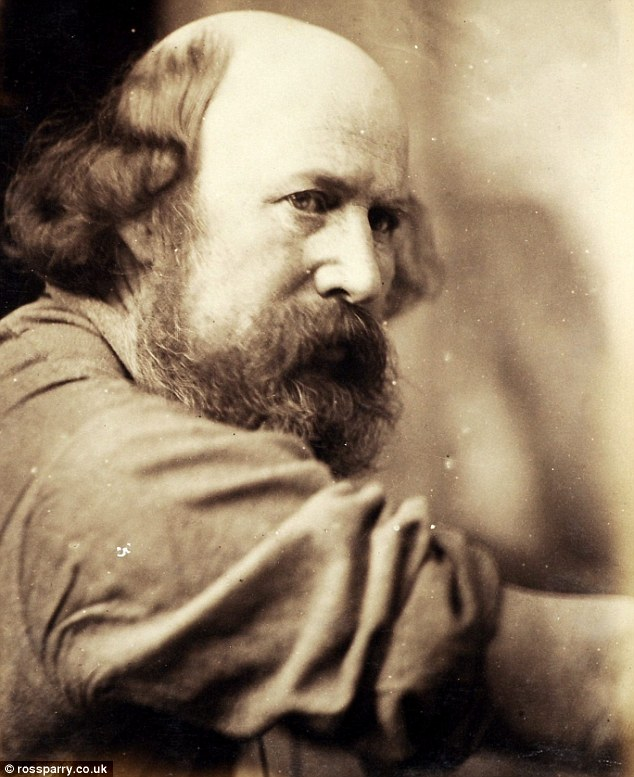
Оскар Густав Рейландер. Автопортрет, 1850-е годы
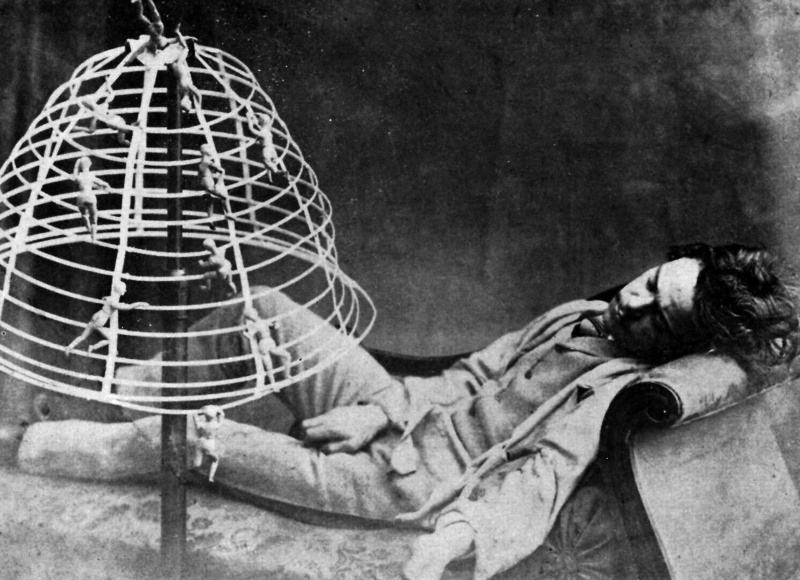
Оскар Густав Рейландер. Мечта, 1860

## Личная жизнь
В возрасте сорока девяти лет в 1862 году Рейландер женился на одной из своих моделей (она позировала фотографу с 1853 года), Мери Булл (она была на двадцать четыре года моложе мужа). С марта 1869 года они жили при новой фотостудии на двух верхних этажах дома на достаточно фешенебельной Виктория-стрит. Из-за непомерных трат по содержанию квартиры супруги были вынуждены переселиться в небольшой дом на Веллингтон Роуд (Стоквелл), который был далеко от студии.

## Наследие фотографа
Большую коллекцию работ Рейландера собрал Дом-музей Джорджа Истмена в США, но самая большая коллекция произведений Рейландера хранится в Национальном музее медиаискусств в Брэдфорде. В 2011 году Центр современной культуры «Гараж» провёл выставку одной работы — фотографии «Два пути жизни» Оскара Густава Рейландера из этого музея, представив творчество мастера москвичам.
Также крупное собрание работ Рейландера принадлежит Национальной портретной галерее в Лондоне, в ноябре 2015 года она приобрела неизвестный до этого альбом мастера с большим количеством фотографий Рейландера. Этот альбом, предположительно, является личным собранием снимков фотографа, которые не предназначались им для продажи и публикации. Ещё одно небольшое собрание фотографий мастера находится в Музее Виктории и Альберта в Лондоне. Отдельные фотографии и негативы хранятся в частных собраниях, таких крупных музеях, как Метрополитен в Нью-Йорке и Музей Орсе в Париже.

## Галерея

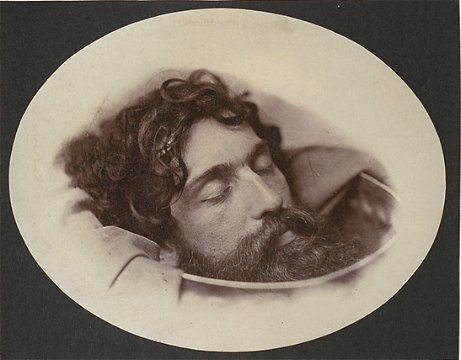
Оскар Густав Рейландер. Иоанн Креститель, 1858
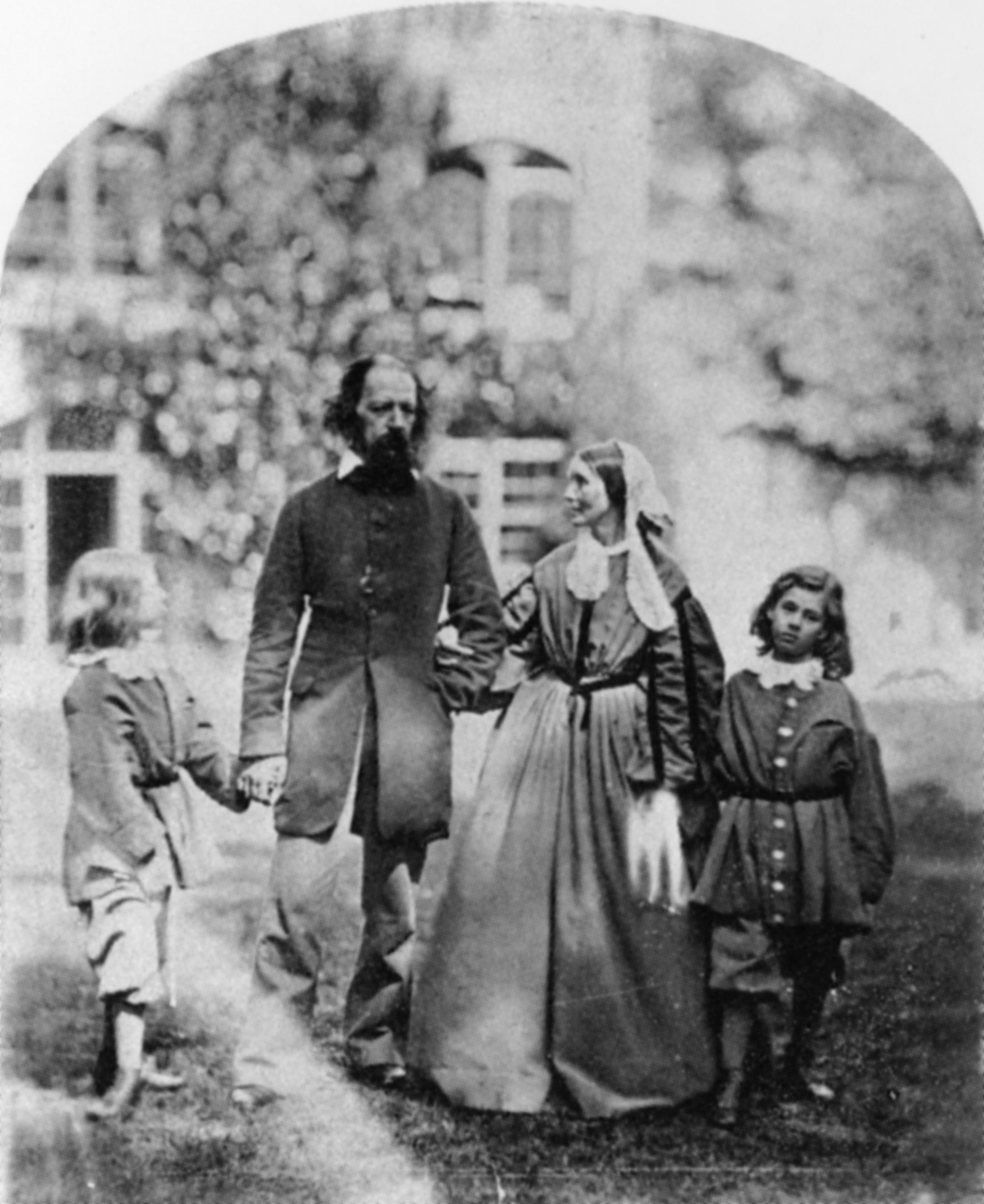
Оскар Густав Рейландер. Альфред и Эмили Теннисон с детьми, около 1862
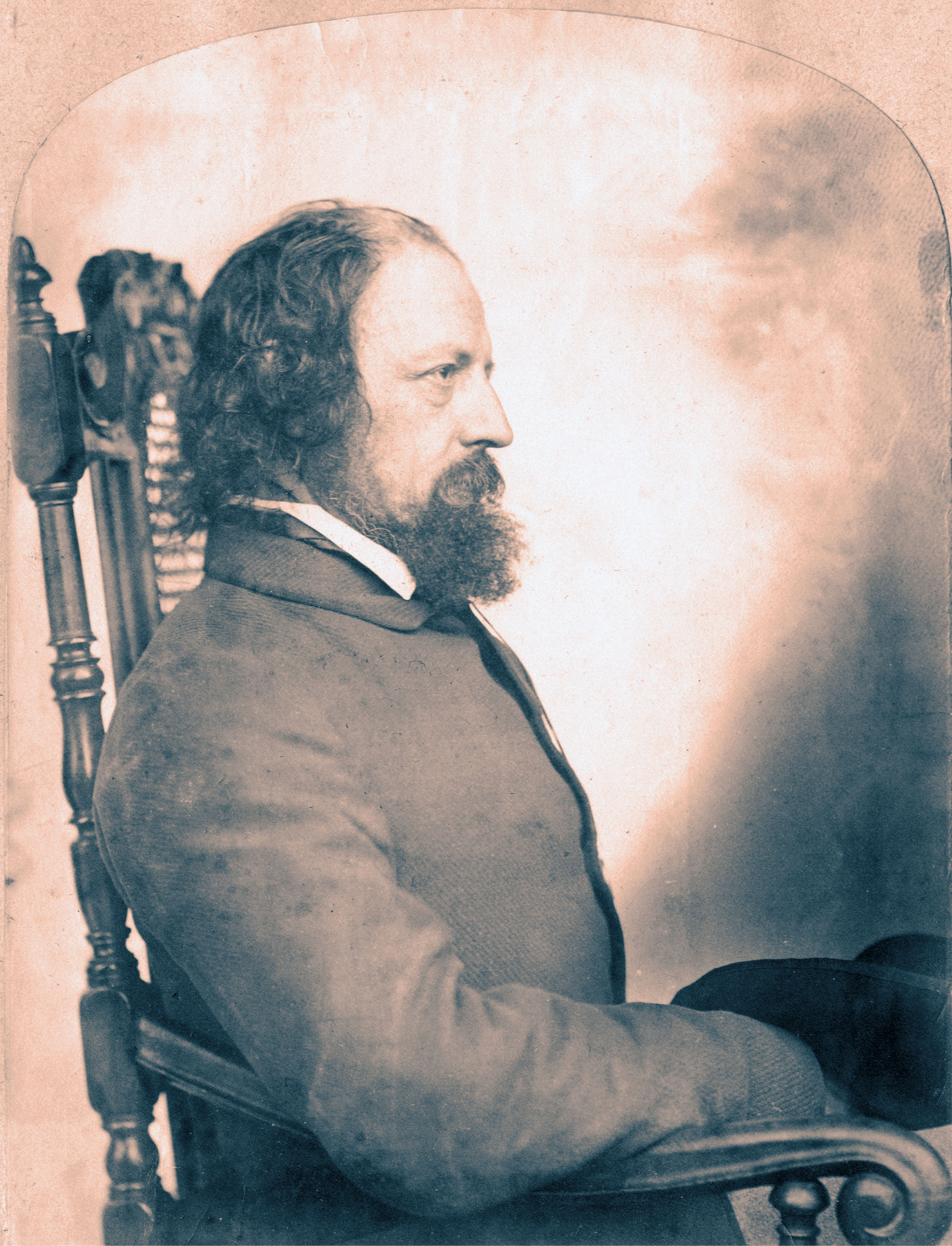
Оскар Густав Рейландер. Альфред Теннисон, 1863
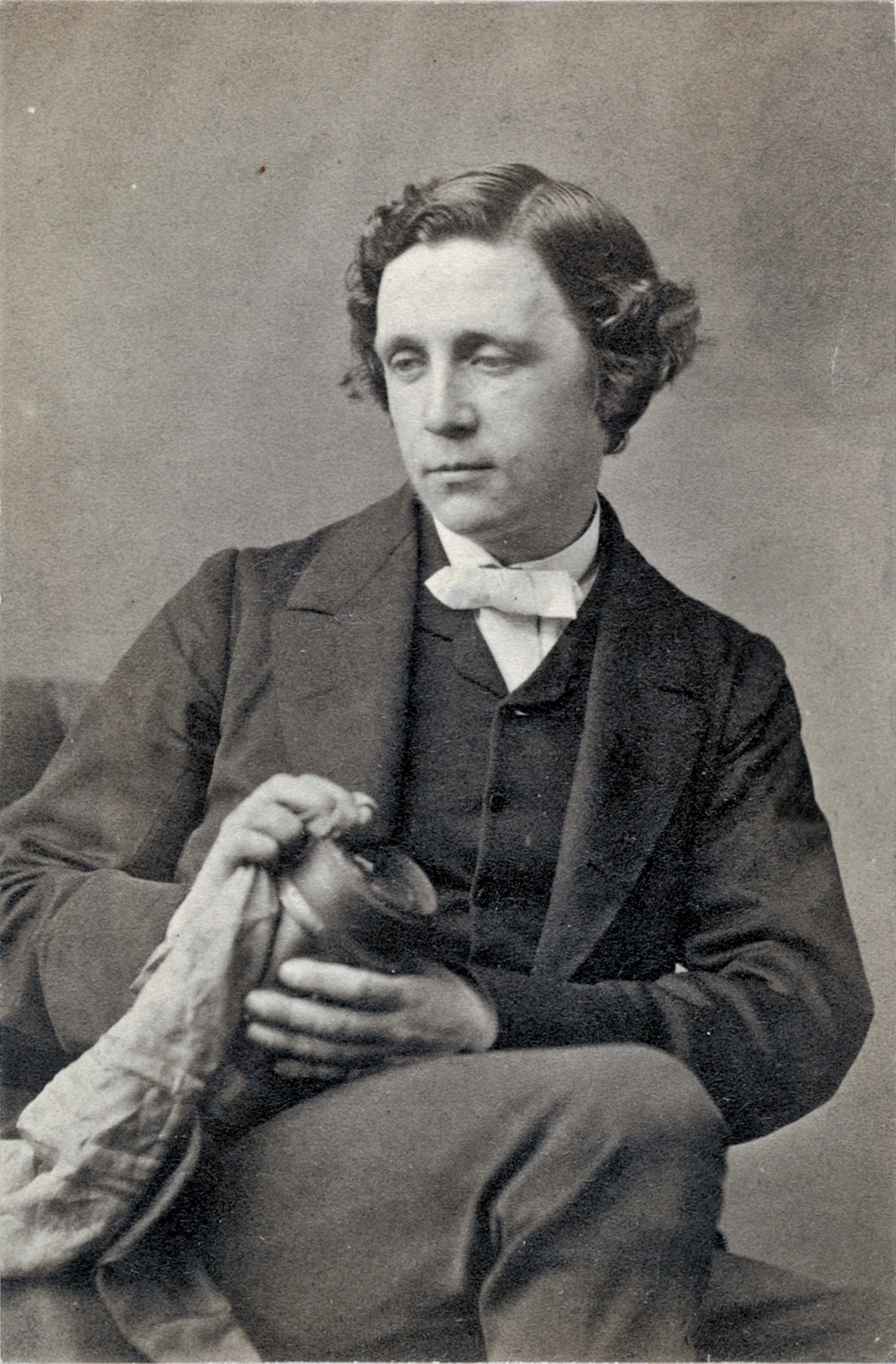
Оскар Густав Рейландер. Льюис Кэрролл, 1863
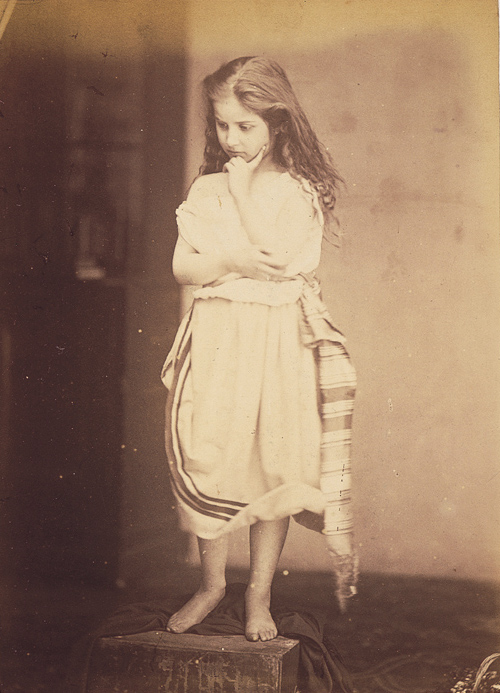
Оскар Густав Рейландер. Задумчивая девочка, около 1860
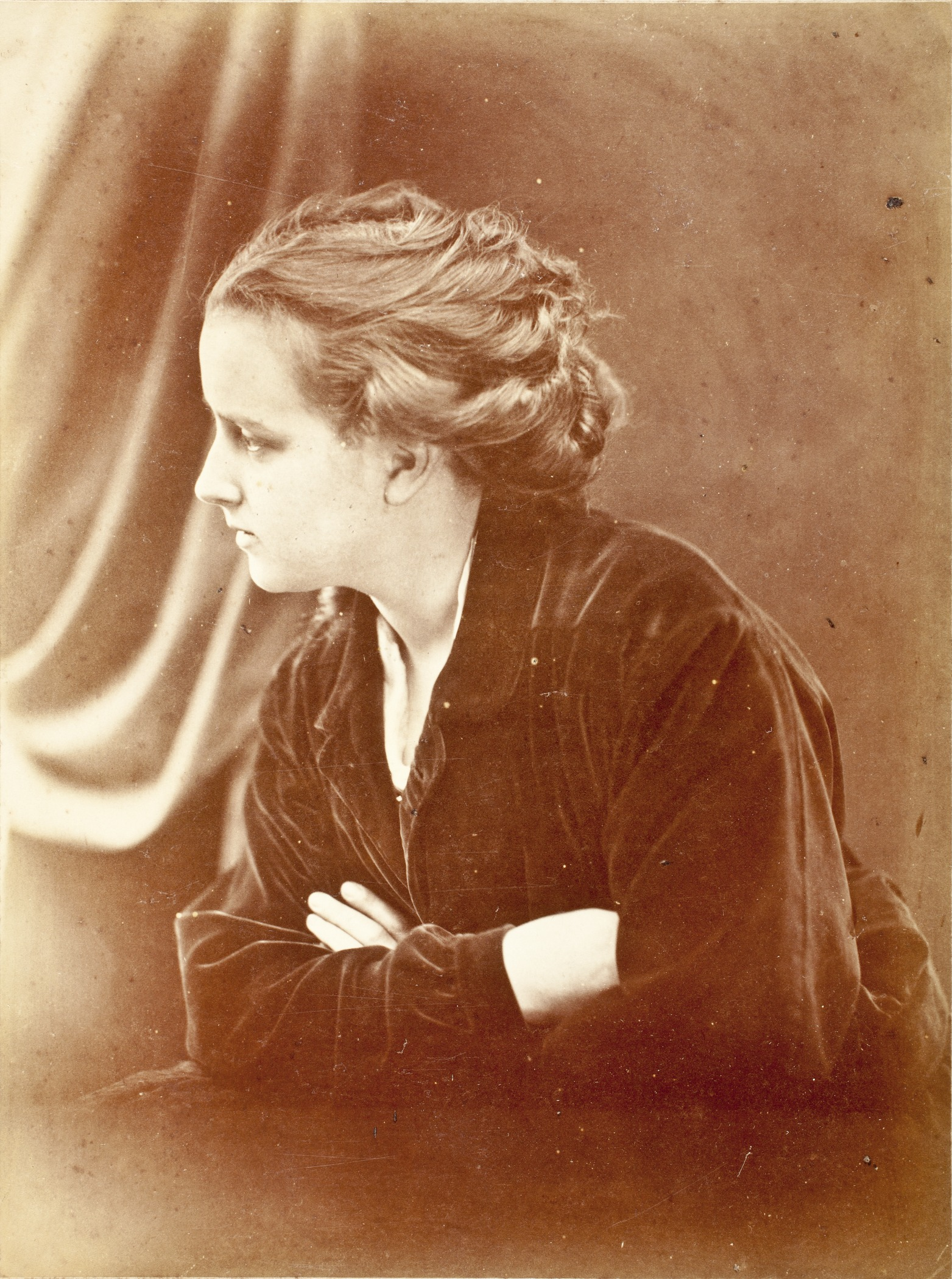
Оскар Густав Рейландер. Он там идёт, 1857